# 愛知県道56号名古屋岡崎線
愛知県道56号名古屋岡崎線（あいちけんどう56ごう なごやおかざきせん）は、愛知県名古屋市千種区から岡崎市に至る県道（主要地方道）である。駿河街道、岡崎街道（新街道）、平針街道とも呼ばれる。

## 概要
沿道にトヨタ自動車高岡工場や三菱自動車工業岡崎製作所などがある。
認定当時以来の道路は岡崎市から名古屋市に向かう場合、みよし市・東郷町を経由して名古屋市天白区平針へ抜けているが、バイパス道路として伊勢湾岸自動車道の側道 - 刈谷市井ヶ谷町 - 豊明市沓掛町を経由して名古屋市緑区黒沢台（名古屋市道東海橋線（東海通）、国道302号（名古屋環状2号線）に接続）に抜ける新道を建設中であり、一部開通済みである。

## 路線データ
- 起点
  - 現道：愛知県名古屋市千種区千種通7丁目・昭和区阿由知通1丁目（名古屋市道名古屋環状線交点：阿由知通1丁目交差点）
  - 新道：愛知県名古屋市緑区黒沢台4丁目・乗鞍1丁目（国道302号交点：黒沢台4丁目交差点）
- 終点
  - 現道：愛知県岡崎市葵町7番地（国道248号交点：葵町交差点）
  - 新道：愛知県岡崎市大平町字石丸（国道1号交点：岡崎インター西交差点）
- 全長：約37.0 ㎞（現道：阿由知通起点・天白区平針・東郷町・みよし市経由 - 新道：岡崎市大樹寺経由大平町終点まで）
  - 旧道経由・岡崎市葵町終点までの場合：約32.5 ㎞

## 沿革
- 1956年4月14日：認定[1]

## 路線状況

### 別名
- 飯田街道（名古屋市千種区、昭和区、天白区）
- 駿河街道（名古屋市千種区、昭和区、天白区、日進市、東郷町、みよし市、豊田市、岡崎市）
- 三州街道（名古屋市千種区、昭和区、天白区）
- 旧国道153号（名古屋市千種区、昭和区、天白区）
- 安田通（名古屋市昭和区）
- 花見通（名古屋市昭和区）
- 平針街道（名古屋市昭和区、天白区、日進市、東郷町、みよし市、豊田市、岡崎市）
- 岡崎街道（新街道）（みよし市、豊田市、岡崎市）

### 新道（バイパス）
2022年（令和4年）3月現在、新道は次の区間が開通している（総延長約26 kmの約70%）。豊明市内の大半（豊明中央工区：県立豊明高校裏あたり）と豊明市 - 刈谷市の一部区間（豊明刈谷工区：境川架橋、仮称・尾張三河橋）が未開通である。このうち後者は2025年度開通予定とされている。
- 音貝交差点 - 音貝小学校西交差点 - 日進市赤池町箕ノ手：名古屋ゴルフ倶楽部・和合コース西の一部区間 - この区間は後述の新道が全線開通しても接続しない形になる。日進市内で市道浅田白土線に変わり浅田町平子交差点で国道153号に接続。岡崎方面から来た場合、音貝交差点を直進するとこの区間に入ってしまうので注意（名古屋方面は同交差点を左折：左カーブで直結していた部分は町道音貝8号線に格下げのうえ南側を閉鎖）。
- 勅使交差点以西：沿線に名古屋市営地下鉄桜通線 徳重駅、アピタ緑店、みどりが丘公園などが所在。起点の黒沢台4丁目交差点から徳重交差点まで東海通と重複する。2017年3月30日勅使交差点まで開通。
- 明和交差点 - 豊明市沓掛町・掛下墓園付近：愛知県道220号阿野名古屋線として供用開始し現在は56号に昇格。但し220号との重複は未開通区間を含む緑黒石交差点から沓掛町まで継続。
- 草野池北交差点 - 井ヶ谷町沢渡交差点（刈谷市、愛知県道54号豊田知立線交点：2022年3月15日開通）[3]
- 井ヶ谷町沢渡交差点（刈谷市、愛知県道54号豊田知立線交点）以東：途中で刈谷ハイウェイオアシス/スマートIC、豊田南IC（いずれも伊勢湾岸自動車道）に接続。岡崎大橋西交差点から大平町終点まで愛知県道26号岡崎環状線と重複。

主要地方道名古屋岡崎線バイパス概要
- 起点：名古屋市緑区黒沢台4丁目（国道302号交点：黒沢台4丁目交差点）
- 終点：岡崎市大平町（国道1号交点：岡崎インター西交差点）
- 都市計画道路延長：26.4km（上記不接続区間を除く）

## ギャラリー

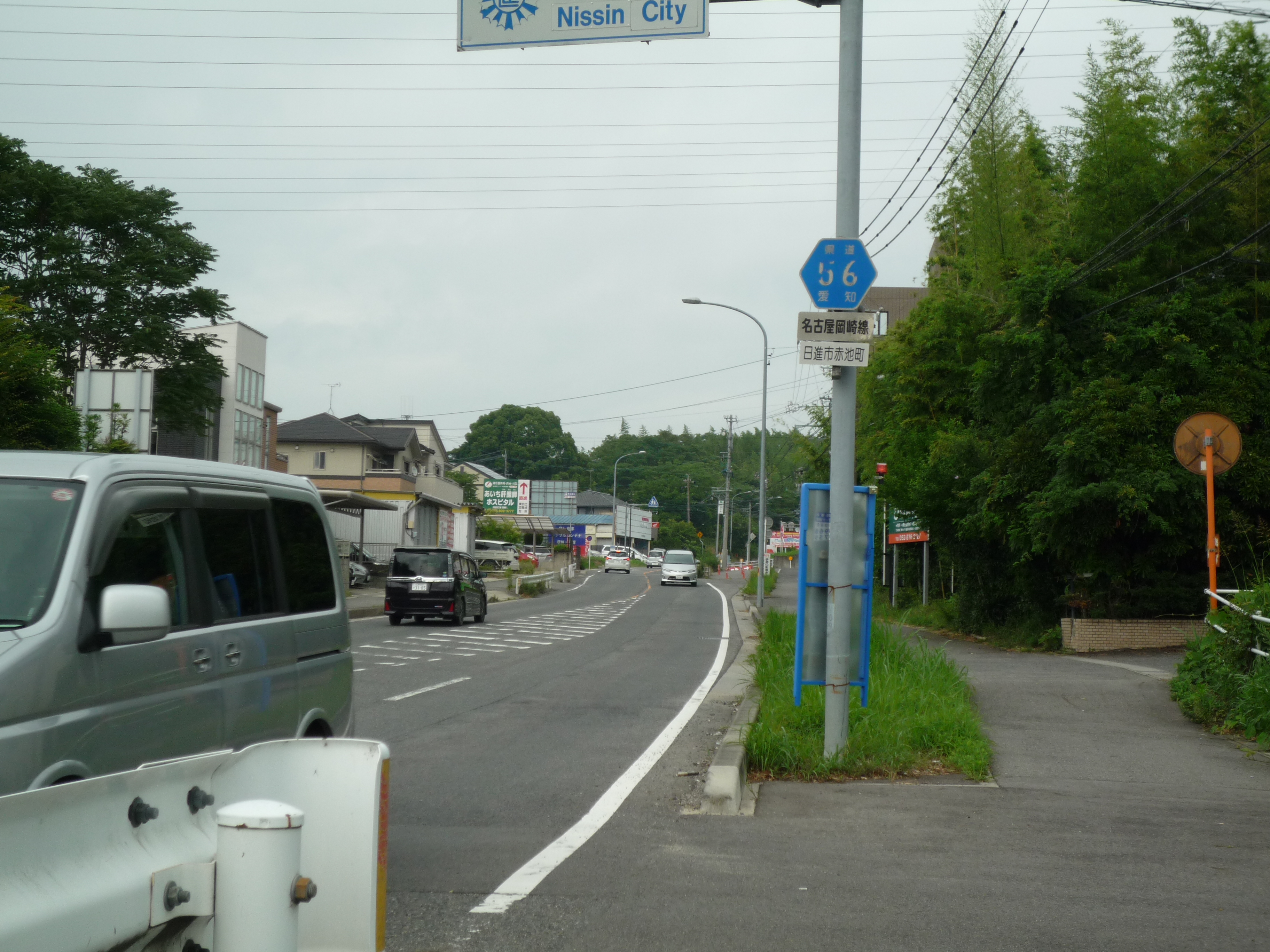
天白区荒池から望む日進市赤池町付近 （2015年（平成27年）7月）
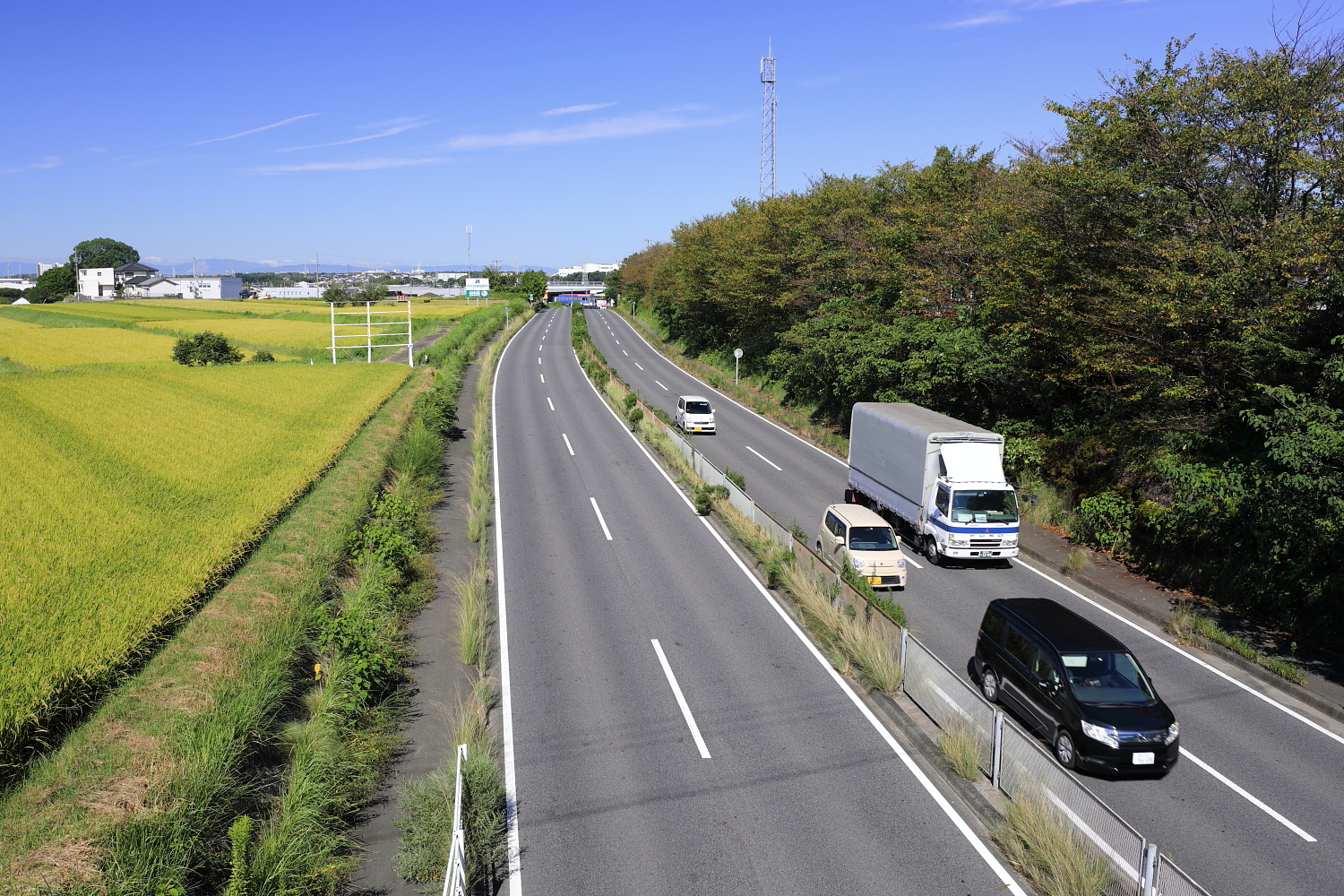
豊田市高岡町付近 （2019年（令和元年）9月）
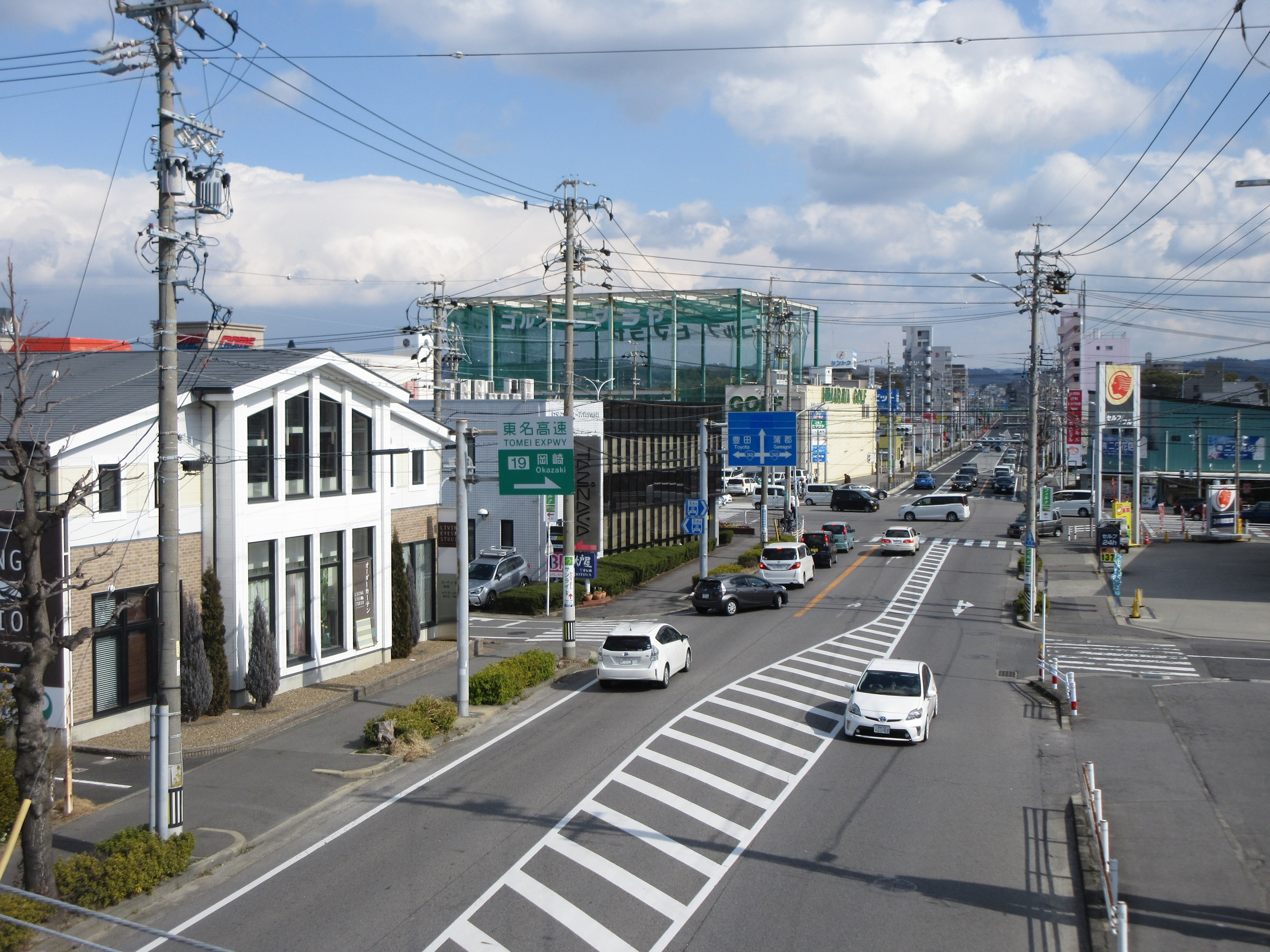
旧道の終点岡崎市井田西町/葵町付近（葵町交差点） （2018年（平成30年）2月）
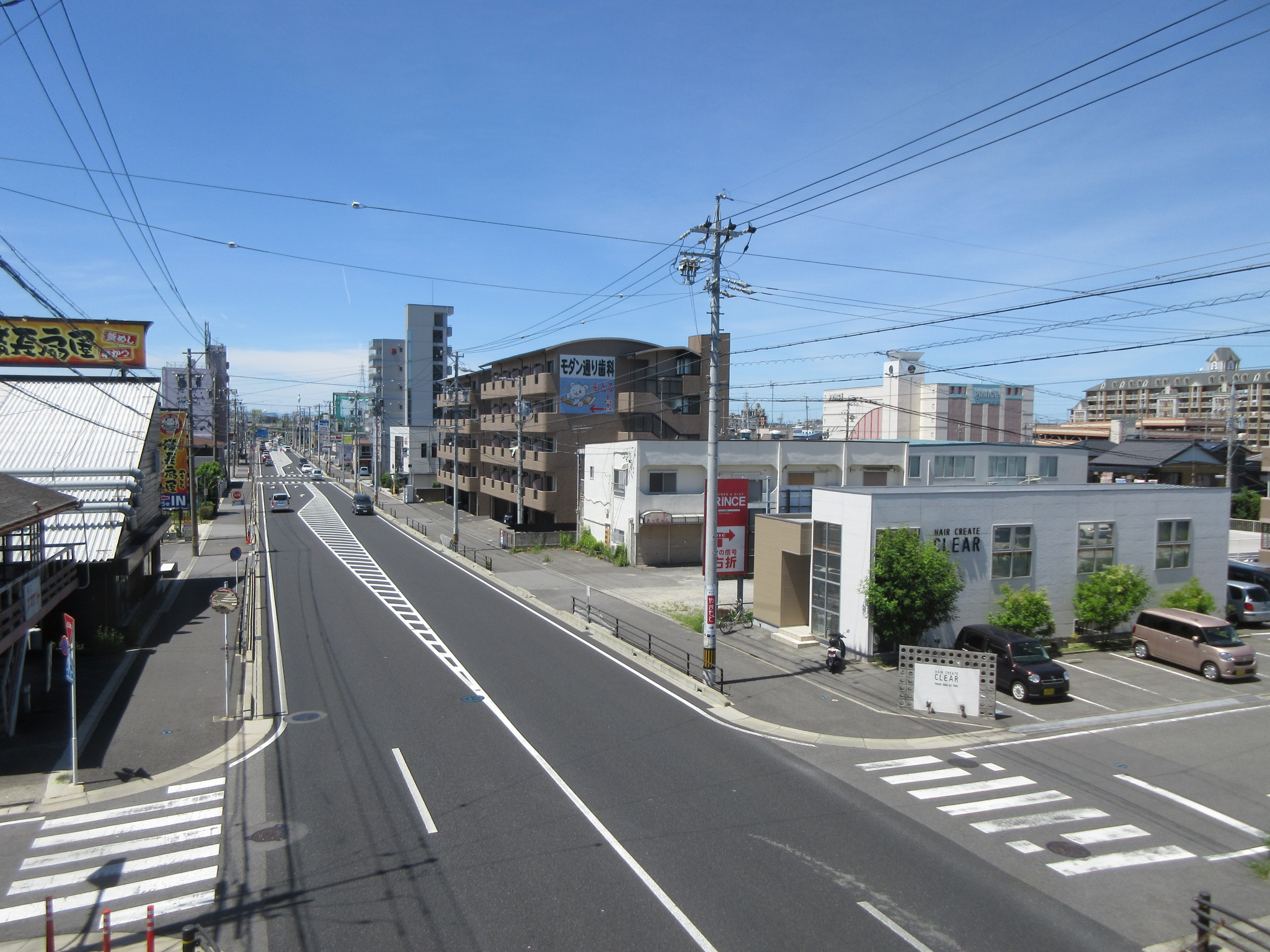
県道認定から外れた岡崎市錦町付近（市道日名橋線） （2018年（平成30年）8月）
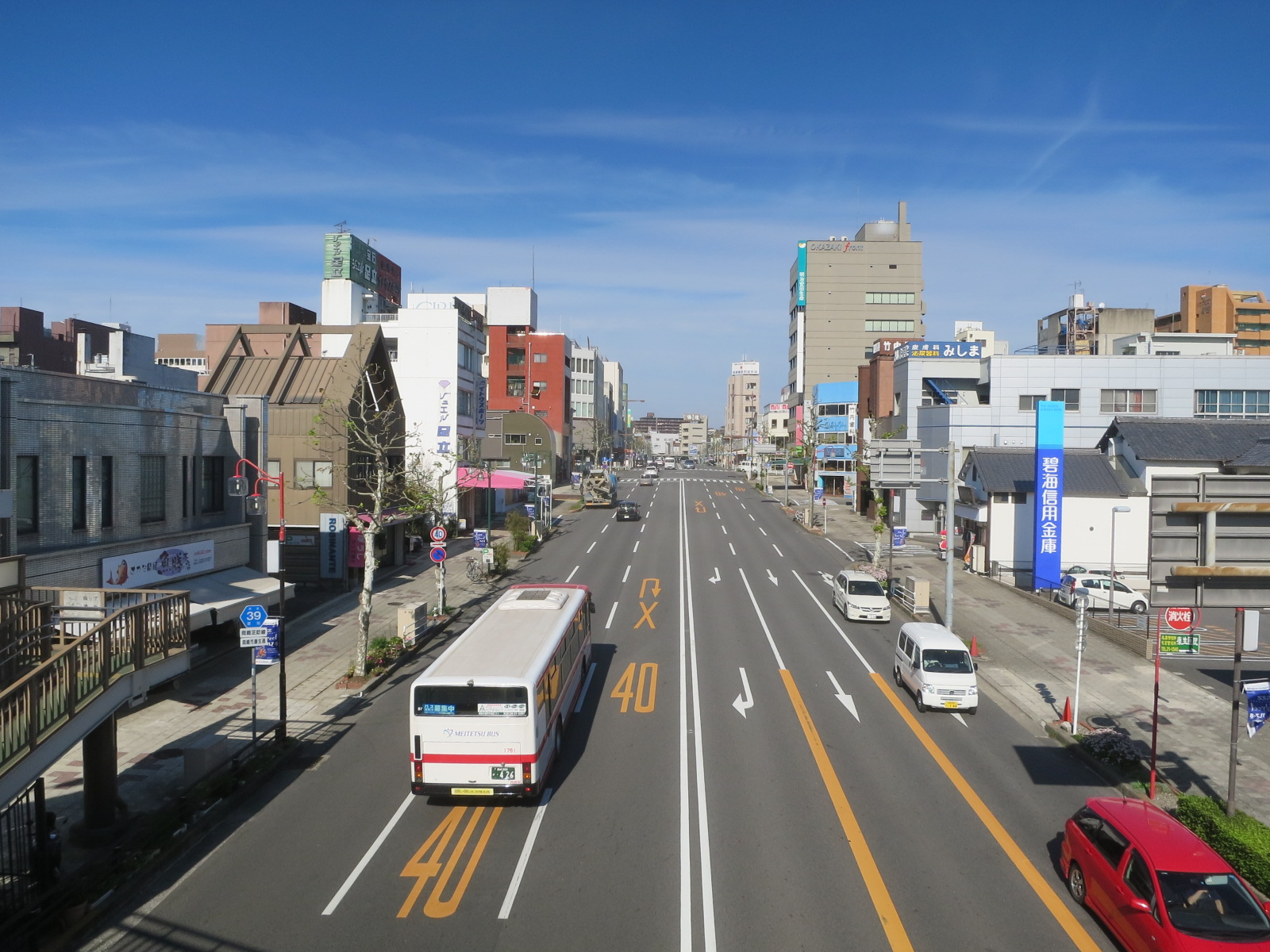
バイパス計画以前の旧道終点（県道39号重複、岡崎市康生通南2丁目） （2015年（平成27年）11月）

## 地理

### 通過する自治体
愛知県
- 名古屋市（千種区 - 昭和区 - 天白区 - 緑区 ）
- 日進市
- 愛知郡東郷町
- みよし市
- 豊明市（新道のみ）
- 刈谷市（新道のみ）
- 豊田市
- 安城市（豊田市境の里町：旧道は市境を通過、完全に安城市内となる新道は2020年3月28日開通）
- 岡崎市

### 交差・接続する道路
- 名古屋市道名古屋環状線（現道起点：阿由知通1丁目交差点）
- 名古屋市道旧飯田街道線（阿由知通1丁目交差点 - 川原通8丁目交差点で重複）
- 愛知県道30号関田名古屋線（川原通8丁目交差点 - 川名交差点で重複）
- 名古屋市道山王線（山王通）（川名交差点 - 山中交差点で重複）
- 国道153号（暫定共用区間：山中交差点 - 植田西交差点で重複）
- 愛知県道220号阿野名古屋線（八事交差点）
- 山手グリーンロード（同）
- 愛知県道59号名古屋中環状線（植田西交差点）
- 愛知県道221号岩崎名古屋線（平針西口交差点 - 平針駅南交差点で重複）
- 愛知県道58号名古屋豊田線（飯田街道）（平針西口交差点、平針交差点）
- 国道302号（名古屋環状2号線）（原1丁目交差点）
- 愛知県道36号諸輪名古屋線（緑区東神の倉3丁目1107付近：旧白土交差点（現在信号機撤去）[4] - 白土交差点（旧東白土交差点）で重複、新道：徳重交差点）
- 愛知県道236号春木沓掛線（白土西交差点、新道：勅使交差点）
- 国道302号（名古屋環状2号線）（新道起点：黒沢台4丁目交差点。国道302号側の青看板は東海通・野並方面も県道56号と表示）
- 名古屋市道東海橋線（東海通）（新道：黒沢台4丁目交差点 - 徳重交差点で重複）
- 愛知県道220号阿野名古屋線（新道：緑黒石交差点 - 勅使交差点、明和交差点 - 豊明市沓掛町で重複）
- 愛知県道57号瀬戸大府東海線（清水ヶ根交差点、新道：明和交差点）
- 愛知県道54号豊田知立線（三好東荒田交差点、新道：井ヶ谷町沢渡交差点）
- 愛知県道234号みよし沓掛線（明知平成南交差点 - 明知小石山交差点で重複、新道：豊明市沓掛町）
- 愛知県道284号宮上知立線（高岡街道）（本田町金池交差点 - 堤本町本地交差点で重複 / 新道：中田町富士交差点（県道284号バイパス）・中田町古屋敷交差点（県道284号現道））
- 国道419号（新道：生駒町横山交差点）
- 国道155号（豊田南バイパス）（西三河車検場北交差点、新道：生駒町東山交差点）
- 国道419号（衣浦豊田道路）（新道：生駒町東山交差点）
- 愛知県道239号岡崎豊明線（西三河車検場北交差点 - 若林東町棚田交差点で重複、新道：井ヶ谷町孫六交差点）
- 愛知県道12号豊田一色線（若林東町棚田交差点 - 若林東町新屋敷交差点で重複、新道：吉原町西藤池交差点）
- 愛知県道76号豊田安城線（上郷街道）（福受町下ノ切交差点 - 橋目町御小屋西交差点で重複、新道：橋目町御小屋西交差点交差点。以降県道26号交点まで新道に一本化）
- 愛知県道230号鴛鴨安城線（小針町南交差点：小針交差点経由の旧道は認定解除）

橋目町柳ケ坪における旧道と新道のX字交差は旧道が分断され通り抜け不能、かつ前後の旧道は県道認定解除（市道小針新線・市道橋目新線）。
- 愛知県道26号岡崎環状線（長瀬南通り）（新道：岡崎大橋西交差点 - 岡崎インター西交差点（終点）で重複、旧道：橋目町交差点（以東））
- 国道248号（新道：大樹寺1丁目交差点（県道26号重複区間）、旧道：葵町交差点（現道終点））
- 岡崎市道日名橋線（旧・県道56号、平針街道：葵町交差点、直進）
- 愛知県道39号岡崎足助線（井田坂通り、能見通り、本町通り）（鴨田町所屋敷交差点：県道26号重複区間）
- 国道1号（龍城通り）（新道終点：岡崎インター西交差点）

### 沿線・周辺
- 名古屋市営地下鉄桜通線 吹上駅
- 川名公園
- 名古屋市営地下鉄鶴舞線 川名駅、いりなか駅、八事駅、塩釜口駅、植田駅、原駅、平針駅
- 植田川（植田橋：国道153号重複区間）
- 天白川（天白橋）
- 名古屋第二環状自動車道 鳴海IC（新道）
- 名古屋市営地下鉄桜通線 徳重駅（新道）
- みどりが丘公園（新道）
- 愛知県立東郷高等学校
- 祐福寺
- 寿がきや食品本社・工場（新道）
- 境川（境川橋：現道）
- 愛知教育大学（新道）
- トヨタ自動車 高岡工場
- 刈谷ハイウェイオアシス（新道）
- 高岡公園（新道）
- アイシン高丘本社（新道）
- アイシン新豊工場（新道）
- 名鉄三河線 若林駅
- 愛知県立豊田南高等学校
- トヨタ車体吉原工場（新道）
- デンソー安城製作所（新道）
- フタバ産業 本社
- 三菱自動車工業 岡崎製作所
- 愛知学泉大学
- 愛知県立岡崎西高等学校
- 矢作川（新道：岡崎大橋 - 県道26号重複、旧道：日名橋）
- アピタ 岡崎北店
- ユニチカ 岡崎事業所・岡崎工場
- 愛知環状鉄道・愛知環状鉄道線 大門駅、北岡崎駅
- 東名高速道路 岡崎IC：進入方向のみ。退出路からは国道1号を右折不可